# Ronnie Lester
Ronnie Lester é um ex-jogador de basquete norte-americano que foi campeão da Temporada da NBA de 1984-85 jogando pelo Los Angeles Lakers.Foi o número 10 do Draft de 1980.